# Hoornmestkevers
Hoornmestkevers (Onthophagus) is een geslacht van bladsprietkevers uit de onderfamilie pillendraaiers (Scarabaeinae). De wetenschappelijke naam van dit geslacht werd voor het eerst geldig gepubliceerd in 1802 door Pierre André Latreille.
De geslachtsnaam is afgeleid van het Grieks en betekent zoveel als "mest[onthos]-eter[phagos]".
De kleine tot middelgrote kevers hebben een gedrongen, ovaal lichaam met een dikke thorax die breder is dan hij lang is. Ze zijn meestal matzwart van kleur. De kop en/of het pronotum van de mannetjes is voorzien van stekel- of hoornvormige uitsteeksels.
Hoornmestkevers vormen een zeer groot geslacht met wereldwijd meer dan 2100 soorten. De typesoort is Onthophagus taurus (oorspronkelijk Scarabeus taurus Schreber, 1759), de soort die Latreille in 1802 als voorbeeld aanhaalde. In Nederland zijn negen soorten waargenomen:
- Aasmestkever (Onthophagus coenobita)
- Breedhoornmestkever (Onthophagus fracticornis)
- Onthophagus illyricus
- Onthophagus joannae
- Rechthoornpillendraaier (Onthophagus nuchicornis)
- Onthophagus ovatus
- Onthophagus similis
- Rundermestpillendraaier (Onthophagus taurus)
- Koemestpillendraaier (Onthophagus vacca)

## Soorten
- Onthophagus (Afrostrandius) adspersus
- Onthophagus (Afrostrandius) bimetallicus
- Onthophagus (Afrostrandius) demeyeri
- Onthophagus (Afrostrandius) granulipennis
- Onthophagus (Afrostrandius) loxodontaphilus
- Onthophagus (Afrostrandius) plebejus
- Onthophagus (Afrostrandius) pseudoplebejus
- Onthophagus (Afrostrandius) tigrinus
- Onthophagus (Altonthophagus) cervenkai
- Onthophagus (Altonthophagus) concolor
- Onthophagus (Altonthophagus) cupreiceps
- Onthophagus (Altonthophagus) inelegans
- Onthophagus (Altonthophagus) kozlovi
- Onthophagus (Altonthophagus) kukunorensis
- Onthophagus (Altonthophagus) marmotae
- Onthophagus (Altonthophagus) sibiricus
- Onthophagus (Altonthophagus) tibetanus
- Onthophagus (Altonthophagus) turpidoides
- Onthophagus (Altonthophagus) turpidus
- Onthophagus (Altonthophagus) uniformis
- Onthophagus (Amphionthophagus) falzonii
- Onthophagus (Amphionthophagus) melitaeus
- Onthophagus (Amphionthophagus) numidicus
- Onthophagus (Bicornonthophagus) beiranus
- Onthophagus (Bicornonthophagus) cornifrons
- Onthophagus (Bicornonthophagus) decorsei
- Onthophagus (Bicornonthophagus) latestriatus
- Onthophagus (Bicornonthophagus) reticulatus
- Onthophagus (Bicornonthophagus) rotundibasis
- Onthophagus (Colobonthophagus) aenescens
- Onthophagus (Colobonthophagus) agnus
- Onthophagus (Colobonthophagus) armatus
- Onthophagus (Colobonthophagus) arunensis
- Onthophagus (Colobonthophagus) bengalensis
- Onthophagus (Colobonthophagus) bison
- Onthophagus (Colobonthophagus) caprai
- Onthophagus (Colobonthophagus) dama
- Onthophagus (Colobonthophagus) ephippioderus
- Onthophagus (Colobonthophagus) hindu
- Onthophagus (Colobonthophagus) lahorensis
- Onthophagus (Colobonthophagus) lunatus
- Onthophagus (Colobonthophagus) metalliceps
- Onthophagus (Colobonthophagus) nagasawai
- Onthophagus (Colobonthophagus) neocolobus
- Onthophagus (Colobonthophagus) occipitalis
- Onthophagus (Colobonthophagus) paliceps
- Onthophagus (Colobonthophagus) pardalis
- Onthophagus (Colobonthophagus) piceorufulus
- Onthophagus (Colobonthophagus) piffli
- Onthophagus (Colobonthophagus) poggii
- Onthophagus (Colobonthophagus) quadridentatus
- Onthophagus (Colobonthophagus) ramosellus
- Onthophagus (Colobonthophagus) ramosus
- Onthophagus (Colobonthophagus) shillongensis
- Onthophagus (Colobonthophagus) thai
- Onthophagus (Colobonthophagus) tragoides
- Onthophagus (Colobonthophagus) tragus
- Onthophagus (Colobonthophagus) transquadridentatus
- Onthophagus (Colobonthophagus) triceratops
- Onthophagus (Colobonthophagus) urellus
- Onthophagus (Colobonthophagus) usurpator
- Onthophagus (Colobonthophagus) volucer
- Onthophagus (Endrodius) baeri
- Onthophagus (Endrodius) gaesatus
- Onthophagus (Endrodius) praedatus
- Onthophagus (Eremonthophagus) abeillei
- Onthophagus (Eremonthophagus) heydeni
- Onthophagus (Eremonthophagus) infuscatus
- Onthophagus (Eremonthophagus) oberthuri
- Onthophagus (Eremonthophagus) semicinctus
- Onthophagus (Eremonthophagus) sticticus
- Onthophagus (Eremonthophagus) transcaspicus
- Onthophagus (Exonthophagus) haroldi
- Onthophagus (Exonthophagus) viriditinctus
- Onthophagus (Furconthophagus) amicus
- Onthophagus (Furconthophagus) boucomonti
- Onthophagus (Furconthophagus) flaviclava
- Onthophagus (Furconthophagus) furcatus
- Onthophagus (Furconthophagus) karenensis
- Onthophagus (Furconthophagus) khonkaenus
- Onthophagus (Furconthophagus) lilliputanus
- Onthophagus (Furconthophagus) monforti
- Onthophagus (Furconthophagus) papulatorius
- Onthophagus (Furconthophagus) papulatus
- Onthophagus (Furconthophagus) parvulus
- Onthophagus (Furconthophagus) promontorii
- Onthophagus (Furconthophagus) schoolmeestersi
- Onthophagus (Furconthophagus) ulula
- Onthophagus (Furconthophagus) variegatus
- Onthophagus (Furconthophagus) verae
- Onthophagus (Gibbonthophagus) amamiensis
- Onthophagus (Gibbonthophagus) apicetinctus
- Onthophagus (Gibbonthophagus) asiaticus
- Onthophagus (Gibbonthophagus) atripennis
- Onthophagus (Gibbonthophagus) balthasari
- Onthophagus (Gibbonthophagus) bisscrutator
- Onthophagus (Gibbonthophagus) chineicus
- Onthophagus (Gibbonthophagus) denticornis
- Onthophagus (Gibbonthophagus) dubernardi
- Onthophagus (Gibbonthophagus) duporti
- Onthophagus (Gibbonthophagus) euryceros
- Onthophagus (Gibbonthophagus) fujiii
- Onthophagus (Gibbonthophagus) hiabunicus
- Onthophagus (Gibbonthophagus) incollaris
- Onthophagus (Gibbonthophagus) kentingensis
- Onthophagus (Gibbonthophagus) kimioi
- Onthophagus (Gibbonthophagus) kiyoshii
- Onthophagus (Gibbonthophagus) lenis
- Onthophagus (Gibbonthophagus) limbatus
- Onthophagus (Gibbonthophagus) luridipennis
- Onthophagus (Gibbonthophagus) nasalis
- Onthophagus (Gibbonthophagus) nigriobscurior
- Onthophagus (Gibbonthophagus) palawanicus
- Onthophagus (Gibbonthophagus) parviobscurior
- Onthophagus (Gibbonthophagus) penmani
- Onthophagus (Gibbonthophagus) privus
- Onthophagus (Gibbonthophagus) proletarius
- Onthophagus (Gibbonthophagus) remotus
- Onthophagus (Gibbonthophagus) rufiobscurior
- Onthophagus (Gibbonthophagus) sasajii
- Onthophagus (Gibbonthophagus) schillhammeri
- Onthophagus (Gibbonthophagus) scrutator
- Onthophagus (Gibbonthophagus) semipersonatus
- Onthophagus (Gibbonthophagus) solivagus
- Onthophagus (Gibbonthophagus) subcornutus
- Onthophagus (Gibbonthophagus) sunantaae
- Onthophagus (Gibbonthophagus) susterai
- Onthophagus (Gibbonthophagus) taeniatus
- Onthophagus (Gibbonthophagus) taurinus
- Onthophagus (Gibbonthophagus) viduus
- Onthophagus (Gibbonthophagus) viridicervicapra
- Onthophagus (Gonocyphus) obliquus
- Onthophagus (Gonocyphus) shimba
- Onthophagus (Hikidaeus) azusae
- Onthophagus (Hikidaeus) cupreopastillatus
- Onthophagus (Hikidaeus) kanyaayonus
- Onthophagus (Hikidaeus) leknamnaous
- Onthophagus (Hikidaeus) pastillatus
- Onthophagus (Hikidaeus) peninsularis
- Onthophagus (Hikidaeus) sauteri
- Onthophagus (Hikidaeus) shirakii
- Onthophagus (Hikidaeus) simboroni
- Onthophagus (Hikidaeus) singhaakhomus
- Onthophagus (Hikidaeus) tsutomui
- Onthophagus (Hikidaeus) yangmunensis
- Onthophagus (Indachorius) aereopictus
- Onthophagus (Indachorius) arai
- Onthophagus (Indachorius) baenzigeri
- Onthophagus (Indachorius) baykanus
- Onthophagus (Indachorius) bonengus
- Onthophagus (Indachorius) chetroiensis
- Onthophagus (Indachorius) cheyi
- Onthophagus (Indachorius) chinbucephalus
- Onthophagus (Indachorius) chinensis
- Onthophagus (Indachorius) chumphonensis
- Onthophagus (Indachorius) clermonti
- Onthophagus (Indachorius) danumensis
- Onthophagus (Indachorius) doisuthepensis
- Onthophagus (Indachorius) heterorrhinus
- Onthophagus (Indachorius) hikidai
- Onthophagus (Indachorius) hsui
- Onthophagus (Indachorius) jingping
- Onthophagus (Indachorius) koshunensis
- Onthophagus (Indachorius) kyokoae
- Onthophagus (Indachorius) lamyi
- Onthophagus (Indachorius) lannamiibun
- Onthophagus (Indachorius) lekmaengtibanphrao
- Onthophagus (Indachorius) liwagensis
- Onthophagus (Indachorius) maephaluangus
- Onthophagus (Indachorius) maesaensis
- Onthophagus (Indachorius) magnini
- Onthophagus (Indachorius) maruchanus
- Onthophagus (Indachorius) maruyamai
- Onthophagus (Indachorius) masaoi
- Onthophagus (Indachorius) mendeli
- Onthophagus (Indachorius) mongkhoni
- Onthophagus (Indachorius) nefarius
- Onthophagus (Indachorius) nongkaiensis
- Onthophagus (Indachorius) octonaevus
- Onthophagus (Indachorius) paramasaoi
- Onthophagus (Indachorius) perakensis
- Onthophagus (Indachorius) phahompokus
- Onthophagus (Indachorius) phakuaiensis
- Onthophagus (Indachorius) phetchabunensis
- Onthophagus (Indachorius) phuquoci
- Onthophagus (Indachorius) platypus
- Onthophagus (Indachorius) pseudoarai
- Onthophagus (Indachorius) pseudoworoae
- Onthophagus (Indachorius) pumilus
- Onthophagus (Indachorius) ranongensis
- Onthophagus (Indachorius) sabai
- Onthophagus (Indachorius) scotti
- Onthophagus (Indachorius) semidanumensis
- Onthophagus (Indachorius) semiperakensis
- Onthophagus (Indachorius) semiworoae
- Onthophagus (Indachorius) spathatus
- Onthophagus (Indachorius) subsapaensis
- Onthophagus (Indachorius) suginoi
- Onthophagus (Indachorius) tiamicus
- Onthophagus (Indachorius) tongbantumi
- Onthophagus (Indachorius) trochilus
- Onthophagus (Indachorius) uedai
- Onthophagus (Indachorius) ulugombakensis
- Onthophagus (Indachorius) viridiperakensis
- Onthophagus (Indachorius) woroae
- Onthophagus (Indachorius) yaoi
- Onthophagus (Indachorius) yumotoi
- Onthophagus (Indonthophagus) ensifer
- Onthophagus (Indonthophagus) hastifer
- Onthophagus (Indonthophagus) mopsus
- Onthophagus (Indonthophagus) nitidulus
- Onthophagus (Indonthophagus) turbatus
- Onthophagus (Laonthophagus) ardoini
- Onthophagus (Macronthophagus) cludtsi
- Onthophagus (Macronthophagus) curvicarinatus
- Onthophagus (Macronthophagus) diabolicus
- Onthophagus (Macronthophagus) manipurensis
- Onthophagus (Macronthophagus) menieri
- Onthophagus (Macronthophagus) nilgirensis
- Onthophagus (Macronthophagus) rubricollis
- Onthophagus (Macronthophagus) shinichii
- Onthophagus (Macronthophagus) uenoi
- Onthophagus (Matashia) fossor
- Onthophagus (Matashia) galeatus
- Onthophagus (Matashia) gracilipes
- Onthophagus (Matashia) kuluensis
- Onthophagus (Matashia) lutosopictus
- Onthophagus (Matashia) ohbayashii
- Onthophagus (Matashia) troniceki
- Onthophagus (Matashia) yubarinus
- Onthophagus (Micronthophagus) arayai
- Onthophagus (Micronthophagus) cavia
- Onthophagus (Micronthophagus) chinvigilans
- Onthophagus (Micronthophagus) collinsi
- Onthophagus (Micronthophagus) depressipennis
- Onthophagus (Micronthophagus) drescheri
- Onthophagus (Micronthophagus) falsivigilans
- Onthophagus (Micronthophagus) fukuyamai
- Onthophagus (Micronthophagus) gigantivigilans
- Onthophagus (Micronthophagus) gulo
- Onthophagus (Micronthophagus) hystrix
- Onthophagus (Micronthophagus) incertus
- Onthophagus (Micronthophagus) konoi
- Onthophagus (Micronthophagus) liui
- Onthophagus (Micronthophagus) melanocephalus
- Onthophagus (Micronthophagus) mogo
- Onthophagus (Micronthophagus) ochreatus
- Onthophagus (Micronthophagus) oculatus
- Onthophagus (Micronthophagus) paroculus
- Onthophagus (Micronthophagus) phillippsorum
- Onthophagus (Micronthophagus) rotundicollis
- Onthophagus (Micronthophagus) saudiensis
- Onthophagus (Micronthophagus) setoculus
- Onthophagus (Micronthophagus) sideki
- Onthophagus (Micronthophagus) sinagai
- Onthophagus (Micronthophagus) taoi
- Onthophagus (Micronthophagus) vanasseni
- Onthophagus (Micronthophagus) vanderblomi
- Onthophagus (Micronthophagus) vanofwegeni
- Onthophagus (Micronthophagus) vigilans
- Onthophagus (Micronthophagus) wangi
- Onthophagus (Micronthophagus) watuwila
- Onthophagus (Onthophagiellus) abei
- Onthophagus (Onthophagiellus) andonarensis
- Onthophagus (Onthophagiellus) andreji
- Onthophagus (Onthophagiellus) crassicollis
- Onthophagus (Onthophagiellus) deliensis
- Onthophagus (Onthophagiellus) falculatus
- Onthophagus (Onthophagiellus) hidakai
- Onthophagus (Onthophagiellus) inermivertex
- Onthophagus (Onthophagiellus) kangeanus
- Onthophagus (Onthophagiellus) kapitensis
- Onthophagus (Onthophagiellus) kawaharai
- Onthophagus (Onthophagiellus) kondaoensis
- Onthophagus (Onthophagiellus) opacifalculatus
- Onthophagus (Onthophagiellus) parafalculatus
- Onthophagus (Onthophagiellus) popovi
- Onthophagus (Onthophagiellus) solmani
- Onthophagus (Onthophagiellus) suginokoichii
- Onthophagus (Onthophagiellus) sumatramontanus
- Onthophagus (Onthophagiellus) taiyaruensis
- Onthophagus (Onthophagiellus) thanwaakhomus
- Onthophagus (Onthophagiellus) tridentitibialis
- Onthophagus (Onthophagiellus) unguiculatus
- Onthophagus (Palaeonthophagus) aerarius
- Onthophagus (Palaeonthophagus) afghanus
- Onthophagus (Palaeonthophagus) akinini
- Onthophagus (Palaeonthophagus) albarracinus
- Onthophagus (Palaeonthophagus) aleppensis
- Onthophagus (Palaeonthophagus) amirus
- Onthophagus (Palaeonthophagus) anatolicus
- Onthophagus (Palaeonthophagus) andalusicus
- Onthophagus (Palaeonthophagus) angorensis
- Onthophagus (Palaeonthophagus) arnoldii
- Onthophagus (Palaeonthophagus) baraudi
- Onthophagus (Palaeonthophagus) basipustulatus
- Onthophagus (Palaeonthophagus) bonsae
- Onthophagus (Palaeonthophagus) bytinskii
- Onthophagus (Palaeonthophagus) carpanetoi
- Onthophagus (Palaeonthophagus) clitellifer
- Onthophagus (Palaeonthophagus) coenobita
- Onthophagus (Palaeonthophagus) conspersus
- Onthophagus (Palaeonthophagus) cruciatus
- Onthophagus (Palaeonthophagus) dacatrai
- Onthophagus (Palaeonthophagus) dellacasai
- Onthophagus (Palaeonthophagus) dorsosignatus
- Onthophagus (Palaeonthophagus) eulaminicornis
- Onthophagus (Palaeonthophagus) excisus
- Onthophagus (Palaeonthophagus) excubitor
- Onthophagus (Palaeonthophagus) finschi
- Onthophagus (Palaeonthophagus) fissicornis
- Onthophagus (Palaeonthophagus) fissinasus
- Onthophagus (Palaeonthophagus) flagrans
- Onthophagus (Palaeonthophagus) formaneki
- Onthophagus (Palaeonthophagus) fortigibber
- Onthophagus (Palaeonthophagus) fracticornis
- Onthophagus (Palaeonthophagus) furciceps
- Onthophagus (Palaeonthophagus) gibbulus
- Onthophagus (Palaeonthophagus) glasunowi
- Onthophagus (Palaeonthophagus) gorodinskii
- Onthophagus (Palaeonthophagus) grossepunctatus
- Onthophagus (Palaeonthophagus) hermonensis
- Onthophagus (Palaeonthophagus) hissariensis
- Onthophagus (Palaeonthophagus) isikdagensis
- Onthophagus (Palaeonthophagus) jiupengensis
- Onthophagus (Palaeonthophagus) joannae
- Onthophagus (Palaeonthophagus) kindermanni
- Onthophagus (Palaeonthophagus) kolenatii
- Onthophagus (Palaeonthophagus) koryoensis
- Onthophagus (Palaeonthophagus) laticornis
- Onthophagus (Palaeonthophagus) latigena
- Onthophagus (Palaeonthophagus) lemur
- Onthophagus (Palaeonthophagus) lemuroides
- Onthophagus (Palaeonthophagus) leucostigma
- Onthophagus (Palaeonthophagus) lucidus
- Onthophagus (Palaeonthophagus) macedonicus
- Onthophagus (Palaeonthophagus) marginalis
- Onthophagus (Palaeonthophagus) massai
- Onthophagus (Palaeonthophagus) medius
- Onthophagus (Palaeonthophagus) medvedevi
- Onthophagus (Palaeonthophagus) merdarius
- Onthophagus (Palaeonthophagus) muelleri
- Onthophagus (Palaeonthophagus) nebulosus
- Onthophagus (Palaeonthophagus) necessarius
- Onthophagus (Palaeonthophagus) nikolajevi
- Onthophagus (Palaeonthophagus) nuchicornis
- Onthophagus (Palaeonthophagus) nurestanicus
- Onthophagus (Palaeonthophagus) ocellatopunctatus
- Onthophagus (Palaeonthophagus) olsoufieffi
- Onthophagus (Palaeonthophagus) opacicollis
- Onthophagus (Palaeonthophagus) osellai
- Onthophagus (Palaeonthophagus) ovatus
- Onthophagus (Palaeonthophagus) panici
- Onthophagus (Palaeonthophagus) parmatus
- Onthophagus (Palaeonthophagus) petrovitzianus
- Onthophagus (Palaeonthophagus) pljushtchi
- Onthophagus (Palaeonthophagus) ponticus
- Onthophagus (Palaeonthophagus) pseudocaccobius
- Onthophagus (Palaeonthophagus) psychopompus
- Onthophagus (Palaeonthophagus) pygargus
- Onthophagus (Palaeonthophagus) quadrinodus
- Onthophagus (Palaeonthophagus) rachelis
- Onthophagus (Palaeonthophagus) rakovici
- Onthophagus (Palaeonthophagus) rodentium
- Onthophagus (Palaeonthophagus) roessneri
- Onthophagus (Palaeonthophagus) ruficapillus
- Onthophagus (Palaeonthophagus) rufimanus
- Onthophagus (Palaeonthophagus) sacharovskii
- Onthophagus (Palaeonthophagus) samai
- Onthophagus (Palaeonthophagus) scabriusculus
- Onthophagus (Palaeonthophagus) semicornis
- Onthophagus (Palaeonthophagus) sericatus
- Onthophagus (Palaeonthophagus) shapovalovi
- Onthophagus (Palaeonthophagus) silus
- Onthophagus (Palaeonthophagus) similis
- Onthophagus (Palaeonthophagus) speculifer
- Onthophagus (Palaeonthophagus) strabo
- Onthophagus (Palaeonthophagus) stylocerus
- Onthophagus (Palaeonthophagus) suermelii
- Onthophagus (Palaeonthophagus) sutleinensis
- Onthophagus (Palaeonthophagus) suturellus
- Onthophagus (Palaeonthophagus) tesquorum
- Onthophagus (Palaeonthophagus) trigibber
- Onthophagus (Palaeonthophagus) trispinus
- Onthophagus (Palaeonthophagus) truchmenus
- Onthophagus (Palaeonthophagus) vacca
- Onthophagus (Palaeonthophagus) verticicornis
- Onthophagus (Palaeonthophagus) viridis
- Onthophagus (Palaeonthophagus) vitulus
- Onthophagus (Palaeonthophagus) vlasovi
- Onthophagus (Palaeonthophagus) zuninoi
- Onthophagus (Palaeonthophagus) zuvandi
- Onthophagus (Paraphanaeomorphus) acuticornis
- Onthophagus (Paraphanaeomorphus) argyropygus
- Onthophagus (Paraphanaeomorphus) barbieri
- Onthophagus (Paraphanaeomorphus) bifasciatus
- Onthophagus (Paraphanaeomorphus) carinensis
- Onthophagus (Paraphanaeomorphus) commottoides
- Onthophagus (Paraphanaeomorphus) comottoi
- Onthophagus (Paraphanaeomorphus) cyaneus
- Onthophagus (Paraphanaeomorphus) frugivorus
- Onthophagus (Paraphanaeomorphus) hiranoyasutoshii
- Onthophagus (Paraphanaeomorphus) insignicollis
- Onthophagus (Paraphanaeomorphus) janushevi
- Onthophagus (Paraphanaeomorphus) jeannelianus
- Onthophagus (Paraphanaeomorphus) napolovi
- Onthophagus (Paraphanaeomorphus) phanaeicollis
- Onthophagus (Paraphanaeomorphus) phanaeides
- Onthophagus (Paraphanaeomorphus) phanaeiformis
- Onthophagus (Paraphanaeomorphus) pseudojavanus
- Onthophagus (Paraphanaeomorphus) punneeae
- Onthophagus (Paraphanaeomorphus) quadricolor
- Onthophagus (Paraphanaeomorphus) semipiceus
- Onthophagus (Paraphanaeomorphus) sobrius
- Onthophagus (Paraphanaeomorphus) strnadi
- Onthophagus (Paraphanaeomorphus) trituber
- Onthophagus (Paraphanaeomorphus) vaulogeri
- Onthophagus (Paraphanaeomorphus) yujii
- Onthophagus (Parentius) atricapillus
- Onthophagus (Parentius) emarginatus
- Onthophagus (Parentius) hispanicus
- Onthophagus (Parentius) kabakovi
- Onthophagus (Parentius) nigellus
- Onthophagus (Parentius) punctator
- Onthophagus (Parentius) punctatus
- Onthophagus (Parentius) zagrosicus
- Onthophagus (Phanaeomorphus) ater
- Onthophagus (Phanaeomorphus) bakeri
- Onthophagus (Phanaeomorphus) cernyi
- Onthophagus (Phanaeomorphus) dorsofasciatus
- Onthophagus (Phanaeomorphus) fodiens
- Onthophagus (Phanaeomorphus) gagates
- Onthophagus (Phanaeomorphus) gagatoides
- Onthophagus (Phanaeomorphus) ginyunensis
- Onthophagus (Phanaeomorphus) hingstoni
- Onthophagus (Phanaeomorphus) mindanaoensis
- Onthophagus (Phanaeomorphus) potanini
- Onthophagus (Phanaeomorphus) procurvus
- Onthophagus (Phanaeomorphus) pseudojaponicus
- Onthophagus (Phanaeomorphus) schaefernai
- Onthophagus (Phanaeomorphus) strandi
- Onthophagus (Phanaeomorphus) sycophanta
- Onthophagus (Phanaeomorphus) taiwanus
- Onthophagus (Phanaeomorphus) zavreli
- Onthophagus (Phanaeomorphus) zetteli
- Onthophagus (Pseudophanaeomorphus) bangueyensis
- Onthophagus (Pseudophanaeomorphus) baramtagal
- Onthophagus (Pseudophanaeomorphus) borneotagal
- Onthophagus (Pseudophanaeomorphus) chandrai
- Onthophagus (Pseudophanaeomorphus) cupreotagal
- Onthophagus (Pseudophanaeomorphus) hiroyukii
- Onthophagus (Pseudophanaeomorphus) johkii
- Onthophagus (Pseudophanaeomorphus) koni
- Onthophagus (Pseudophanaeomorphus) maryatiae
- Onthophagus (Pseudophanaeomorphus) mentaveiensis
- Onthophagus (Pseudophanaeomorphus) mulutagal
- Onthophagus (Pseudophanaeomorphus) palawantagal
- Onthophagus (Pseudophanaeomorphus) parachandrai
- Onthophagus (Pseudophanaeomorphus) pasotagal
- Onthophagus (Pseudophanaeomorphus) quasijohkii
- Onthophagus (Pseudophanaeomorphus) quasitagal
- Onthophagus (Pseudophanaeomorphus) ranongjohkii
- Onthophagus (Pseudophanaeomorphus) sugihartoi
- Onthophagus (Pseudophanaeomorphus) sulawesijohkii
- Onthophagus (Pseudophanaeomorphus) tagal
- Onthophagus (Serrophorus) atropolitus
- Onthophagus (Serrophorus) baolocensis
- Onthophagus (Serrophorus) laevis
- Onthophagus (Serrophorus) mulleri
- Onthophagus (Serrophorus) oblongus
- Onthophagus (Serrophorus) rectecornutus
- Onthophagus (Serrophorus) sagittarius
- Onthophagus (Serrophorus) senex
- Onthophagus (Serrophorus) seniculus
- Onthophagus (Serrophorus) thailaevis
- Onthophagus (Sinonthophagus) angkhanensis
- Onthophagus (Sinonthophagus) angustatus
- Onthophagus (Sinonthophagus) katayamai
- Onthophagus (Sinonthophagus) nampatensis
- Onthophagus (Sinonthophagus) nigropubens
- Onthophagus (Sinonthophagus) poeophagus
- Onthophagus (Sinonthophagus) productus
- Onthophagus (Sinonthophagus) rugulosus
- Onthophagus (Sinonthophagus) sumatranus
- Onthophagus (Strandius) changshouensis
- Onthophagus (Strandius) gibbicollis
- Onthophagus (Strandius) japonicus
- Onthophagus (Strandius) kuraruanus
- Onthophagus (Strandius) lenzii
- Onthophagus (Strandius) oshimanus
- Onthophagus (Strandius) subansiriensis
- Onthophagus (Strandius) tonkineus
- Onthophagus (Strandius) yakuinsulanus
- Onthophagus (Sunenaga) anguliceps
- Onthophagus (Sunenaga) avocetta
- Onthophagus (Sunenaga) avocettoides
- Onthophagus (Sunenaga) blumei
- Onthophagus (Sunenaga) cameloides
- Onthophagus (Sunenaga) digitatus
- Onthophagus (Sunenaga) kaengkrachangus
- Onthophagus (Sunenaga) maesalongensis
- Onthophagus (Sunenaga) mindanaensis
- Onthophagus (Sunenaga) ribbei
- Onthophagus (Sunenaga) streltsovi
- Onthophagus (Sunenaga) wallacei
- Onthophagus (Trichonthophagus) corniculatus
- Onthophagus (Trichonthophagus) dynastoides
- Onthophagus (Trichonthophagus) fumatus
- Onthophagus (Trichonthophagus) hirtus
- Onthophagus (Trichonthophagus) juvencus
- Onthophagus (Trichonthophagus) loveni
- Onthophagus (Trichonthophagus) maki
- Onthophagus (Trichonthophagus) mediofuscatus
- Onthophagus (Trichonthophagus) producticollis
- Onthophagus (Trichonthophagus) quadricuspis
- Onthophagus (Trichonthophagus) sprecherae
- Onthophagus (Trichonthophagus) tarandus
- Onthophagus (Trichonthophagus) triacanthus
- Onthophagus (Trichonthophagus) verticalis
- Onthophagus abacus
- Onthophagus abas
- Onthophagus abmisibilus
- Onthophagus abreui
- Onthophagus abruptus
- Onthophagus absyrtus
- Onthophagus abyssinicus
- Onthophagus academus
- Onthophagus aceroides
- Onthophagus acerus
- Onthophagus aciculatulus
- Onthophagus acrisius
- Onthophagus acuminatus
- Onthophagus adelaidae
- Onthophagus adelphus
- Onthophagus admetus
- Onthophagus adornatus
- Onthophagus aegrotus
- Onthophagus aemulus
- Onthophagus aeneoniger
- Onthophagus aeneopiceus
- Onthophagus aequatus
- Onthophagus aequepubens
- Onthophagus aereidorsis
- Onthophagus aeremicans
- Onthophagus aereomaculatus
- Onthophagus aerestriatus
- Onthophagus aeruginosus
- Onthophagus aesopus
- Onthophagus aethiopicus
- Onthophagus affinis
- Onthophagus africanus
- Onthophagus agaricophilus
- Onthophagus ahenicollis
- Onthophagus ahenomicans
- Onthophagus akhaus
- Onthophagus alaindrumonti
- Onthophagus albicomus
- Onthophagus albicornis
- Onthophagus albipennis
- Onthophagus albipodex
- Onthophagus alfuricus
- Onthophagus alienus
- Onthophagus allojavanus
- Onthophagus alluaudi
- Onthophagus alluvius
- Onthophagus aloysiellus
- Onthophagus alquirta
- Onthophagus alternans
- Onthophagus altilamina
- Onthophagus altivagans
- Onthophagus ambang
- Onthophagus amoenus
- Onthophagus amphicoma
- Onthophagus amphinasus
- Onthophagus amphioxus
- Onthophagus amplipennis
- Onthophagus amycoides
- Onthophagus anchommatus
- Onthophagus andersoni
- Onthophagus andrewesi
- Onthophagus andrewsmithi
- Onthophagus androgynus
- Onthophagus anewtoni
- Onthophagus angolensis
- Onthophagus angularis
- Onthophagus angulicornis
- Onthophagus anisocerus
- Onthophagus annoyeri
- Onthophagus annulopunctatus
- Onthophagus anogeissii
- Onthophagus anomalicollis
- Onthophagus anomalipes
- Onthophagus antennalis
- Onthophagus anthracinus
- Onthophagus antillarum
- Onthophagus antilocapra
- Onthophagus antoinei
- Onthophagus aphodioides
- Onthophagus apiciosus
- Onthophagus apterus
- Onthophagus apunneea
- Onthophagus arboreus
- Onthophagus arcifer
- Onthophagus areolatus
- Onthophagus aries
- Onthophagus arkoola
- Onthophagus arnetti
- Onthophagus arrilla
- Onthophagus arunachalensis
- Onthophagus aschenborni
- Onthophagus ashanticola
- Onthophagus asimilis
- Onthophagus asper
- Onthophagus aspericeps
- Onthophagus aspericollis
- Onthophagus asperipennis
- Onthophagus aspernatus
- Onthophagus asperodorsatus
- Onthophagus asperulus
- Onthophagus astigma
- Onthophagus athiensis
- Onthophagus atricolor
- Onthophagus atridorsis
- Onthophagus atriglabrus
- Onthophagus atroaereus
- Onthophagus atrofasciatus
- Onthophagus atronitidus
- Onthophagus atrosericeus
- Onthophagus atrosplendens
- Onthophagus atrostriatus
- Onthophagus atrovirens
- Onthophagus atrox
- Onthophagus aureofuscus
- Onthophagus aureopilosus
- Onthophagus auriculatus
- Onthophagus auritus
- Onthophagus australis
- Onthophagus axillaris
- Onthophagus aztecus
- Onthophagus babaulti
- Onthophagus babirussa
- Onthophagus baiyericus
- Onthophagus bakweri
- Onthophagus balawaicus
- Onthophagus baloghi
- Onthophagus bambra
- Onthophagus bandamai
- Onthophagus baoule
- Onthophagus barretti
- Onthophagus barriorum
- Onthophagus bartosi
- Onthophagus basakata
- Onthophagus basicarinatus
- Onthophagus basilewskyi
- Onthophagus bassariscus
- Onthophagus bateke
- Onthophagus batesi
- Onthophagus batillifer
- Onthophagus batui
- Onthophagus bayeri
- Onthophagus bechynei
- Onthophagus beelarong
- Onthophagus beesoni
- Onthophagus begoniophilus
- Onthophagus belinga
- Onthophagus bellus
- Onthophagus belorhinus
- Onthophagus benedictorum
- Onthophagus bengali
- Onthophagus benguellianus
- Onthophagus bennigseni
- Onthophagus bequaerti
- Onthophagus bergeri
- Onthophagus bernaudi
- Onthophagus betschuanus
- Onthophagus bicallifrons
- Onthophagus bicarinaticeps
- Onthophagus bicarinatus
- Onthophagus bicavicollis
- Onthophagus bicavifrons
- Onthophagus bicolensis
- Onthophagus bicolor
- Onthophagus biconifer
- Onthophagus bicristatus
- Onthophagus bicristiger
- Onthophagus bicuneus
- Onthophagus bidens
- Onthophagus bidentatus
- Onthophagus bidentifrons
- Onthophagus biexcavatus
- Onthophagus bifidicornis
- Onthophagus bifidus
- Onthophagus bifrons
- Onthophagus bilingula
- Onthophagus bimarginatus
- Onthophagus bindaree
- Onthophagus binodis
- Onthophagus binodosus
- Onthophagus binodulus
- Onthophagus binyana
- Onthophagus biplagiatus
- Onthophagus birugatus
- Onthophagus birugifer
- Onthophagus bisbicornis
- Onthophagus biscarinulatus
- Onthophagus bisectus
- Onthophagus bisignatus
- †Onthophagus bisontinus
- Onthophagus bistiniocelloides
- Onthophagus bituber
- Onthophagus bituberans
- Onthophagus bituberifrons
- Onthophagus bituberoculus
- Onthophagus bivertex
- Onthophagus blackburni
- Onthophagus blackwoodensis
- Onthophagus blanchardi
- Onthophagus bocandei
- Onthophagus bokiaunus
- Onthophagus bomberaianus
- Onthophagus bongkudai
- Onthophagus bonorae
- Onthophagus boops
- Onthophagus borassi
- Onthophagus bordati
- Onthophagus borneensis
- Onthophagus bornemisszai
- Onthophagus bornemisszanus
- Onthophagus boucomontianus
- Onthophagus bourgognei
- Onthophagus bovinus
- Onthophagus brachypterus
- Onthophagus brazzavillianus
- Onthophagus breviceps
- Onthophagus brevicollis
- Onthophagus breviconus
- Onthophagus brevifrons
- Onthophagus brevigena
- Onthophagus brevipennis
- Onthophagus brevisetis
- Onthophagus brittoni
- Onthophagus brivioi
- Onthophagus bronzeus
- Onthophagus brooksi
- Onthophagus browni
- Onthophagus brunellii
- Onthophagus brutus
- Onthophagus buculus
- Onthophagus bufulus
- Onthophagus bunamin
- Onthophagus bundara
- Onthophagus burchelli
- Onthophagus busiris
- Onthophagus caelator
- Onthophagus caesariatus
- Onthophagus calamophilus
- Onthophagus calcaratus
- Onthophagus calchas
- Onthophagus calliger
- Onthophagus callosipennis
- Onthophagus cambrai
- Onthophagus camerunicus
- Onthophagus campestris
- Onthophagus cancer
- Onthophagus canelasensis
- Onthophagus capella
- Onthophagus capelliformis
- Onthophagus capellinus
- Onthophagus capitatus
- Onthophagus capitosus
- Onthophagus carayoni
- Onthophagus carcharias
- Onthophagus carinicollis
- Onthophagus carinidorsis
- Onthophagus carinulatus
- Onthophagus carmodensis
- Onthophagus carpophilus
- Onthophagus cartwrighti
- Onthophagus castetsi
- Onthophagus catenatus
- Onthophagus catharinensis
- Onthophagus cavernicollis
- Onthophagus caviceps
- Onthophagus cavifrons
- Onthophagus cavivertex
- Onthophagus centricornis
- Onthophagus centurio
- Onthophagus cephalophi
- Onthophagus cervicapra
- Onthophagus cervus
- Onthophagus ceylonicus
- Onthophagus chacoensis
- Onthophagus chaiyaphumensis
- Onthophagus championi
- Onthophagus chebaicus
- Onthophagus cheesmanae
- Onthophagus chepara
- Onthophagus chevrolati
- Onthophagus chiapanecus
- Onthophagus chilapensis
- Onthophagus chirindanus
- Onthophagus chloroderus
- Onthophagus chlorophanus
- Onthophagus choanicus
- Onthophagus chremes
- Onthophagus chryses
- Onthophagus chrysoderus
- Onthophagus chrysurus
- Onthophagus cicer
- Onthophagus cincticollis
- Onthophagus cinctifrons
- Onthophagus cinctipennis
- Onthophagus cineraceus
- Onthophagus circulator
- Onthophagus circulifer
- Onthophagus circumdatus
- Onthophagus citreum
- Onthophagus civettae
- Onthophagus clavijeroi
- Onthophagus clavisetis
- Onthophagus clitellarius
- Onthophagus clivimerus
- Onthophagus clusifrons
- Onthophagus clypealis
- Onthophagus clypeatus
- Onthophagus coahuilae
- Onthophagus cochisus
- Onthophagus coeruleicollis
- Onthophagus cognatus
- Onthophagus coiffaiti
- Onthophagus colasi
- Onthophagus colffsi
- Onthophagus collaris
- Onthophagus comatulus
- Onthophagus compactus
- Onthophagus comperei
- Onthophagus compositus
- Onthophagus compressus
- Onthophagus concinnus
- Onthophagus confertus
- Onthophagus confluens
- Onthophagus conradsi
- Onthophagus consentaneus
- Onthophagus conspicuus
- Onthophagus contiguicornis
- Onthophagus contrapositus
- Onthophagus convexicollis
- Onthophagus convexus
- Onthophagus cooloola
- Onthophagus coomani
- Onthophagus coorgensis
- Onthophagus coprimorphoides
- Onthophagus coprimorphus
- Onthophagus coproides
- Onthophagus coptorhinodes
- Onthophagus coracinoides
- Onthophagus coracinus
- Onthophagus coriaceoumbrosus
- Onthophagus corniculiger
- Onthophagus cornutus
- Onthophagus coronatus
- Onthophagus corrosus
- Onthophagus coscineus
- Onthophagus costatus
- Onthophagus costifer
- Onthophagus costiger
- Onthophagus costilatus
- Onthophagus costulicollis
- Onthophagus crantor
- †Onthophagus crassus
- Onthophagus cratippus
- Onthophagus creber
- Onthophagus cribellum
- Onthophagus cribratus
- Onthophagus cribripennis
- Onthophagus criniger
- Onthophagus crinitus
- Onthophagus cristatus
- Onthophagus croesulus
- Onthophagus crotchi
- Onthophagus crucenotatus
- Onthophagus cruciger
- Onthophagus cruentatus
- Onthophagus cryptodicranius
- Onthophagus cryptogenus
- Onthophagus cuevensis
- Onthophagus cuneus
- Onthophagus cuniculus
- Onthophagus cupreovirens
- Onthophagus cupreus
- Onthophagus cupricollis
- Onthophagus curtipilis
- Onthophagus curtulus
- Onthophagus curvicornis
- Onthophagus curvifrons
- Onthophagus curvilamina
- Onthophagus curvispina
- Onthophagus cyaneiceps
- Onthophagus cyanellus
- Onthophagus cyaneoniger
- Onthophagus cyanochlorus
- Onthophagus cyclographus
- Onthophagus cynomysi
- Onthophagus cyobioides
- Onthophagus dandalu
- Onthophagus danumicus
- Onthophagus dapcauensis
- Onthophagus dapitanensis
- Onthophagus darlingtoni
- Onthophagus davisi
- Onthophagus dayacus
- Onthophagus daymanus
- Onthophagus debilis
- Onthophagus deccanensis
- Onthophagus decedens
- Onthophagus decens
- Onthophagus declivicollis
- Onthophagus declivis
- Onthophagus decolor
- Onthophagus decoratus
- Onthophagus dedecor
- Onthophagus deflexicollis
- Onthophagus deflexus
- Onthophagus delahayei
- Onthophagus delicatulus
- Onthophagus delicatus
- Onthophagus delphinensis
- Onthophagus demarzi
- Onthophagus densatus
- Onthophagus densepunctatus
- Onthophagus densipilis
- Onthophagus denticollis
- Onthophagus denticulatus
- Onthophagus denudatus
- Onthophagus depilatus
- Onthophagus depilis
- Onthophagus deplanatus
- Onthophagus depressicollis
- Onthophagus depressifrons
- Onthophagus derasus
- Onthophagus desaegeri
- Onthophagus desectus
- Onthophagus deterrens
- Onthophagus devagiriensis
- Onthophagus devexicornis
- Onthophagus devexus
- Onthophagus dhanjuricus
- Onthophagus diadematus
- Onthophagus dicax
- Onthophagus dicella
- Onthophagus dicranius
- Onthophagus dicranocerus
- Onthophagus dicranoides
- Onthophagus difficilis
- Onthophagus dignus
- Onthophagus dilutus
- Onthophagus dinjeera
- Onthophagus dinoderus
- Onthophagus discolor
- Onthophagus discovirens
- Onthophagus discretus
- Onthophagus dissentaneus
- Onthophagus dissidentatus
- Onthophagus distichus
- Onthophagus ditus
- Onthophagus diversus
- Onthophagus dlabolai
- Onthophagus dohertyi
- Onthophagus doiinthanonensis
- Onthophagus doipuiensis
- Onthophagus doitungensis
- Onthophagus doriae
- Onthophagus dorsipilulus
- Onthophagus dorsuosus
- Onthophagus dryander
- Onthophagus dubitabilis
- Onthophagus duboulayi
- Onthophagus ducorpsi
- Onthophagus dummal
- Onthophagus dunningi
- Onthophagus durangoensis
- Onthophagus duvivieri
- Onthophagus ebenicolor
- Onthophagus ebenus
- Onthophagus eburneus
- Onthophagus echinus
- Onthophagus ecopas
- Onthophagus egenus
- Onthophagus elegans
- Onthophagus eliptaminus
- Onthophagus elongatus
- Onthophagus embersoni
- Onthophagus embrikianus
- Onthophagus emeritus
- Onthophagus endota
- Onthophagus endroedianus
- Onthophagus enuguensis
- Onthophagus epilamprus
- Onthophagus erectinasus
- Onthophagus erichsoni
- Onthophagus escalerai
- Onthophagus eschscholtzi
- Onthophagus eulophus
- Onthophagus euzeti
- Onthophagus evae
- Onthophagus evanidus
- †Onthophagus everestae
- Onthophagus exasperatus
- Onthophagus excisiceps
- Onthophagus exiguus
- Onthophagus exilis
- Onthophagus expansicornis
- Onthophagus exquisitus
- Onthophagus extensicollis
- Onthophagus fabricianus
- Onthophagus fabricii
- Onthophagus falcarius
- Onthophagus falcifer
- Onthophagus fallaciosus
- Onthophagus falsus
- Onthophagus fasciatus
- Onthophagus fasciculiger
- Onthophagus fasciolatus
- Onthophagus favrei
- Onthophagus feai
- Onthophagus felix
- Onthophagus ferox
- Onthophagus ferrari
- Onthophagus filicornis
- Onthophagus fimetarius
- Onthophagus fissiceps
- Onthophagus fitiniensis
- Onthophagus flavibasis
- Onthophagus flavicornis
- Onthophagus flavimargo
- Onthophagus flavipennis
- Onthophagus flavoapicalis
- Onthophagus flavocinctus
- Onthophagus flavolimbatus
- Onthophagus flavomaculatus
- Onthophagus flavorufus
- Onthophagus fletcheri
- Onthophagus flexicornis
- Onthophagus flexifrons
- Onthophagus foedus
- Onthophagus foliaceus
- Onthophagus foliiceps
- Onthophagus foraminosus
- Onthophagus fossibasis
- Onthophagus fossifrons
- Onthophagus fossulatus
- Onthophagus foulliouxi
- Onthophagus foveatus
- Onthophagus foveicollis
- Onthophagus fradei
- Onthophagus fragosus
- Onthophagus francoisgenieri
- Onthophagus francoisi
- Onthophagus frankenbergeri
- Onthophagus frankrozendaali
- Onthophagus frenchi
- Onthophagus fritschi
- Onthophagus froggattellus
- Onthophagus frontalis
- Onthophagus fugitivus
- Onthophagus fuliginosus
- Onthophagus fulvocinctus
- Onthophagus fulvus
- Onthophagus funestus
- Onthophagus fungicola
- Onthophagus furcaticeps
- Onthophagus furcatoides
- Onthophagus furcicollis
- Onthophagus furcillifer
- Onthophagus furculifer
- Onthophagus furculus
- Onthophagus fuscatus
- Onthophagus fuscidorsis
- Onthophagus fuscivestis
- Onthophagus fuscopunctatus
- Onthophagus fuscostriatus
- Onthophagus fuscus
- Onthophagus gabonensis
- Onthophagus gagatinus
- Onthophagus gaillardi
- Onthophagus gajo
- Onthophagus ganalensis
- Onthophagus gandju
- Onthophagus gangeticus
- Onthophagus gangulu
- Onthophagus garambae
- Onthophagus gazellinus
- Onthophagus geelongensis
- Onthophagus gemellatus
- Onthophagus geminatus
- Onthophagus geminifrons
- Onthophagus gemma
- Onthophagus genuinus
- Onthophagus germanus
- Onthophagus geryon
- Onthophagus gestroi
- Onthophagus ghanensis
- Onthophagus gibbidorsis
- Onthophagus gibbifrons
- Onthophagus gibbus
- Onthophagus gibsoni
- Onthophagus gidju
- Onthophagus gilli
- Onthophagus giraffa
- Onthophagus girardinae
- Onthophagus giuseppecarpanetoi
- Onthophagus glabratus
- Onthophagus glaucinus
- Onthophagus gnu
- Onthophagus godarra
- Onthophagus gonipa
- Onthophagus gonopygus
- Onthophagus gorochovi
- Onthophagus gorokae
- Onthophagus gothicus
- Onthophagus gradivus
- Onthophagus grandidorsis
- Onthophagus grandifrons
- Onthophagus grandivigilans
- Onthophagus graniceps
- Onthophagus granosus
- Onthophagus granulatus
- Onthophagus granulifer
- Onthophagus granulifrons
- Onthophagus granulum
- Onthophagus granum
- Onthophagus graphicus
- Onthophagus grassei
- Onthophagus grataehelenae
- Onthophagus gratus
- Onthophagus gravearmatus
- Onthophagus gravis
- Onthophagus gravoti
- Onthophagus griseoaeneus
- Onthophagus griseosetosus
- Onthophagus guatemalensis
- Onthophagus gulmarri
- Onthophagus gurburra
- Onthophagus guttatus
- Onthophagus guttiger
- Onthophagus haafi
- Onthophagus haagi
- Onthophagus haematopus
- Onthophagus hageni
- Onthophagus hagenmontis
- Onthophagus hajimei
- Onthophagus halffteri
- Onthophagus hamaticeps
- Onthophagus hamaticornis
- Onthophagus hartiniae
- Onthophagus hayashii
- Onthophagus hecate
- Onthophagus helciatus
- Onthophagus hemichalceus
- Onthophagus hemichlorus
- Onthophagus hemipygus
- Onthophagus hericiniformis
- Onthophagus hericius
- Onthophagus herus
- Onthophagus heteroclitus
- Onthophagus heurni
- Onthophagus heyrovskyi
- Onthophagus hidalgus
- Onthophagus hielkemai
- Onthophagus hilaridis
- Onthophagus hilaris
- Onthophagus hildebrandti
- Onthophagus hippopotamus
- Onthophagus hircus
- Onthophagus hirsutulus
- Onthophagus hirsutus
- Onthophagus hirtellus
- Onthophagus hirticulus
- Onthophagus hirtipodex
- Onthophagus hirtuosus
- Onthophagus histeriformis
- Onthophagus histrio
- Onthophagus hoberlandti
- Onthophagus hoepfneri
- Onthophagus hollowayi
- Onthophagus holosericus
- Onthophagus holzi
- Onthophagus hoogstraali
- Onthophagus hoplocerus
- Onthophagus hoplothorax
- Onthophagus horii
- Onthophagus horrens
- Onthophagus horribilis
- Onthophagus horridus
- Onthophagus hosomai
- Onthophagus howdenorum
- Onthophagus hulstaerti
- Onthophagus humpatensis
- Onthophagus hyaena
- Onthophagus ibex
- Onthophagus ieti
- Onthophagus ifugaoensis
- Onthophagus igualensis
- Onthophagus ikelengeensis
- Onthophagus illotus
- Onthophagus illyricus
- Onthophagus imbellis
- Onthophagus imberbis
- Onthophagus imbutus
- Onthophagus immundus
- Onthophagus importunus
- Onthophagus impressicollis
- Onthophagus impunctatus
- Onthophagus impurus
- Onthophagus inaequalis
- Onthophagus incantatus
- Onthophagus incanus
- Onthophagus incensus
- Onthophagus incisus
- Onthophagus includens
- Onthophagus inclusus
- Onthophagus incornutus
- Onthophagus indigus
- Onthophagus indosinicus
- Onthophagus indutus
- Onthophagus inediapterus
- Onthophagus ineptus
- Onthophagus inermiceps
- Onthophagus inermicollis
- Onthophagus infaustus
- Onthophagus inflaticollis
- Onthophagus inflatus
- Onthophagus infucatus
- Onthophagus insignis
- Onthophagus insularis
- Onthophagus insulindicus
- Onthophagus insulsus
- Onthophagus intermixtus
- Onthophagus interruptus
- Onthophagus interstitialis
- Onthophagus intonsus
- Onthophagus intricatus
- Onthophagus investigator
- Onthophagus investis
- Onthophagus iodiellus
- Onthophagus ioramaculatus
- Onthophagus ioranus
- Onthophagus irianus
- Onthophagus iris
- Onthophagus isanus
- Onthophagus ishiii
- Onthophagus itonoborui
- Onthophagus iulicola
- Onthophagus iumienus
- Onthophagus iyengari
- Onthophagus jacksoni
- Onthophagus jacobeus
- Onthophagus jalamari
- Onthophagus jalapensis
- Onthophagus jangga
- Onthophagus janssensi
- Onthophagus janthinus
- Onthophagus javaecola
- Onthophagus javanensis
- Onthophagus javanoides
- Onthophagus jeanneli
- Onthophagus joliveti
- Onthophagus jubatus
- Onthophagus jugicola
- Onthophagus juncticornis
- Onthophagus justei
- Onthophagus jwalae
- Onthophagus kachinicus
- Onthophagus kakadu
- Onthophagus kanarensis
- Onthophagus kaosoidowensis
- Onthophagus kapuri
- Onthophagus kashizakii
- Onthophagus kashmirensis
- Onthophagus kassaicus
- Onthophagus katangensis
- Onthophagus kavirondus
- Onthophagus kchatriya
- Onthophagus keikoae
- Onthophagus keiseri
- Onthophagus keralensis
- Onthophagus keralicus
- Onthophagus khonmiinitnoi
- Onthophagus kiambram
- Onthophagus kindianus
- Onthophagus kingstoni
- Onthophagus kinhthaicus
- Onthophagus kirki
- Onthophagus kirokanus
- Onthophagus kiuchii
- Onthophagus kivuensis
- Onthophagus kleinei
- Onthophagus knapperti
- Onthophagus knausi
- Onthophagus knulli
- Onthophagus kochi
- Onthophagus koebelei
- Onthophagus koechlei
- Onthophagus kohlmanni
- Onthophagus kokereka
- Onthophagus kokocellosus
- Onthophagus kokodanus
- Onthophagus kokodentatus
- Onthophagus kokoiorus
- Onthophagus kokopygus
- Onthophagus kokosquamatus
- Onthophagus kolaka
- Onthophagus koma
- Onthophagus komareki
- Onthophagus kongkaewensis
- Onthophagus konsarnensis
- Onthophagus kontumicus
- Onthophagus kora
- Onthophagus kouassii
- Onthophagus kraatzeanus
- Onthophagus krakadaakhomus
- Onthophagus kukali
- Onthophagus kulti
- Onthophagus kulzeri
- Onthophagus kumaonensis
- Onthophagus kumbaingeri
- Onthophagus kyleensis
- Onthophagus labdacus
- Onthophagus laborans
- Onthophagus lacustris
- Onthophagus laetus
- Onthophagus laevatus
- Onthophagus laeviceps
- Onthophagus laevidorsis
- Onthophagus laevigatus
- Onthophagus laevissimus
- Onthophagus lagnyi
- Onthophagus lamellicornis
- Onthophagus lamelliger
- Onthophagus lamgalio
- Onthophagus laminatus
- Onthophagus laminicornis
- Onthophagus laminidorsis
- Onthophagus laminosus
- Onthophagus lamnifer
- Onthophagus lamotellus
- Onthophagus lamottei
- Onthophagus lamtoensis
- Onthophagus lamtoi
- Onthophagus landolti
- Onthophagus langkawiensis
- Onthophagus lapillus
- Onthophagus laratinus
- Onthophagus lassulus
- Onthophagus latenasutus
- Onthophagus latepunctatus
- Onthophagus latevittatus
- Onthophagus latigibber
- Onthophagus latipennis
- Onthophagus latissimus
- Onthophagus latro
- Onthophagus leai
- Onthophagus leanus
- Onthophagus lebasi
- Onthophagus lecontei
- Onthophagus lefebvrei
- Onthophagus lefiniensis
- Onthophagus legendrei
- Onthophagus leichhardti
- Onthophagus lemagneni
- Onthophagus lemekensis
- Onthophagus lemniscatus
- Onthophagus leomontanus
- Onthophagus leroyi
- Onthophagus leucopygus
- Onthophagus leusermontis
- Onthophagus liberianus
- Onthophagus limonensis
- Onthophagus lindaae
- Onthophagus lindu
- Onthophagus liodermus
- Onthophagus lioides
- Onthophagus liopterus
- Onthophagus liothorax
- Onthophagus lituratus
- Onthophagus lobi
- Onthophagus lojanus
- Onthophagus lomii
- Onthophagus longegranus
- Onthophagus longiceps
- Onthophagus longimanus
- Onthophagus longipes
- Onthophagus longipilis
- Onthophagus lore
- Onthophagus lorianus
- Onthophagus loroi
- Onthophagus loudetiae
- Onthophagus loxodontae
- Onthophagus luctuosus
- Onthophagus ludicrus
- Onthophagus ludio
- Onthophagus lugens
- Onthophagus lugubris
- Onthophagus luismargaritorum
- Onthophagus lumareti
- Onthophagus lunulifer
- Onthophagus lutaticollis
- Onthophagus luteosignatus
- †Onthophagus luteus
- Onthophagus macleayi
- Onthophagus macrocephalus
- Onthophagus macroliberianus
- Onthophagus macrothorax
- Onthophagus maculosipennis
- Onthophagus maculosus
- Onthophagus madoqua
- Onthophagus magnioculus
- Onthophagus magnipygus
- Onthophagus makokou
- Onthophagus malabarensis
- Onthophagus malangensis
- Onthophagus malasiacus
- Onthophagus maleengnaafon
- Onthophagus maleengnoi
- Onthophagus malevolus
- Onthophagus malthinus
- Onthophagus mamillatus
- Onthophagus manguliensis
- Onthophagus maniti
- Onthophagus mankonoensis
- Onthophagus manya
- Onthophagus marahouensis
- Onthophagus margaretensis
- Onthophagus margaritifer
- Onthophagus marginatus
- Onthophagus marginicollis
- Onthophagus marginifer
- Onthophagus marginipennis
- Onthophagus mariozuninoi
- Onthophagus marshalli
- Onthophagus martellii
- Onthophagus martialis
- Onthophagus martinpierai
- Onthophagus masaicus
- Onthophagus masumotoi
- Onthophagus matae
- Onthophagus matanyo
- Onthophagus matsudai
- Onthophagus matsuii
- Onthophagus mauritii
- Onthophagus maxwellianus
- Onthophagus maya
- Onthophagus mayeri
- Onthophagus mcclevei
- Onthophagus medorensis
- Onthophagus megapacificus
- Onthophagus megathorax
- Onthophagus mekara
- Onthophagus mendicus
- Onthophagus menkaoensis
- Onthophagus merdrignaci
- Onthophagus meruanus
- Onthophagus merus
- Onthophagus metalliger
- Onthophagus mexicanus
- Onthophagus micropterus
- Onthophagus micros
- Onthophagus mije
- Onthophagus miles
- Onthophagus militaris
- Onthophagus millamilla
- Onthophagus millingeni
- Onthophagus mimikanus
- Onthophagus mimus
- Onthophagus minotaurus
- Onthophagus minutissimus
- Onthophagus minutulus
- Onthophagus minutus
- Onthophagus mirabilis
- Onthophagus mirandus
- Onthophagus miricollis
- Onthophagus miricornis
- Onthophagus mirifrons
- Onthophagus miscellaneus
- Onthophagus miscellus
- Onthophagus misellus
- Onthophagus mixticeps
- Onthophagus mixtidorsis
- Onthophagus mjobergi
- Onthophagus mniszechi
- Onthophagus moajat
- Onthophagus mocquerysi
- Onthophagus modestus
- Onthophagus mokwamensis
- Onthophagus monardi
- Onthophagus monardiellus
- Onthophagus mongana
- Onthophagus monodon
- Onthophagus monteithi
- Onthophagus montishannoniae
- Onthophagus montivagus
- Onthophagus montreuili
- Onthophagus mordindangus
- Onthophagus moreleti
- Onthophagus morenoi
- Onthophagus moroni
- Onthophagus morosus
- Onthophagus mpassa
- Onthophagus mucronatus
- Onthophagus mucronifer
- Onthophagus mulgravei
- Onthophagus multipunctatus
- Onthophagus mundill
- Onthophagus murchisoni
- Onthophagus murgon
- Onthophagus musculus
- Onthophagus mutatus
- Onthophagus muticus
- Onthophagus naaroon
- Onthophagus naevius
- Onthophagus naevuliger
- Onthophagus nagpurensis
- Onthophagus nammuldi
- Onthophagus namnaoensis
- Onthophagus namnaous
- Onthophagus nanus
- Onthophagus nasicornis
- Onthophagus nasicus
- Onthophagus naso
- Onthophagus nasonis
- Onthophagus nasutus
- Onthophagus natronis
- Onthophagus navarretorum
- Onthophagus neboissi
- Onthophagus necrophagus
- Onthophagus neervoorti
- Onthophagus negligens
- Onthophagus nemorivagus
- Onthophagus neofurcatus
- Onthophagus neomirabilis
- Onthophagus neostenocerus
- Onthophagus neyo
- Onthophagus nicobaricus
- Onthophagus nigerianus
- Onthophagus nigriceps
- Onthophagus nigrinus
- Onthophagus nigripennis
- Onthophagus nigriventris
- Onthophagus nigrivestis
- Onthophagus nilicola
- Onthophagus niloticus
- Onthophagus nimbatus
- Onthophagus niokolokoba
- Onthophagus nitefactus
- Onthophagus nitidifrons
- Onthophagus nitidior
- Onthophagus nodieri
- Onthophagus nodulifer
- Onthophagus nonstriatus
- Onthophagus notatus
- Onthophagus notiodes
- Onthophagus novaeirlandiae
- Onthophagus nubilus
- Onthophagus nudatus
- Onthophagus nudifrons
- Onthophagus nudus
- Onthophagus nurubuan
- Onthophagus nyctopus
- Onthophagus nyikaensis
- Onthophagus nymani
- Onthophagus obenbergeri
- Onthophagus obliviosus
- Onthophagus obscurior
- Onthophagus obtusicornis
- Onthophagus obtutus
- Onthophagus ocellidorsis
- Onthophagus ocellifer
- Onthophagus ocelliger
- Onthophagus ochii
- Onthophagus ochromerus
- Onthophagus ochropygus
- Onthophagus octogonus
- Onthophagus ofianus
- Onthophagus ohkuboi
- Onthophagus okahandjanus
- Onthophagus oklahomensis
- Onthophagus olidus
- Onthophagus omostigma
- Onthophagus onorei
- Onthophagus onthochromus
- Onthophagus ontosatu
- Onthophagus opacihartiniae
- Onthophagus opacotaurus
- Onthophagus ophion
- Onthophagus ophtalmicus
- Onthophagus orbicularis
- Onthophagus orbus
- Onthophagus orientalis
- Onthophagus orissanus
- Onthophagus ornaticollis
- Onthophagus ornatulus
- Onthophagus orpheus
- Onthophagus orphnoides
- Onthophagus orthocerus
- Onthophagus osculatii
- Onthophagus otai
- Onthophagus otjivarongus
- Onthophagus ouratita
- †Onthophagus ovatulus
- Onthophagus ovigranosus
- Onthophagus ovulum
- Onthophagus pacificus
- Onthophagus padrinoi
- Onthophagus palamoui
- Onthophagus palatus
- Onthophagus palavanus
- Onthophagus pallidipennis
- Onthophagus pallidus
- Onthophagus paluma
- Onthophagus papuater
- Onthophagus papuensis
- Onthophagus papuplicatus
- Onthophagus papurugosus
- Onthophagus paracentricornis
- Onthophagus parafasciatus
- Onthophagus parallelicornis
- Onthophagus parapalatus
- Onthophagus parapedisequus
- Onthophagus paravinctus
- Onthophagus parceguttatus
- Onthophagus parcepictus
- Onthophagus parcepilosus
- Onthophagus parenthesis
- Onthophagus parisii
- Onthophagus parrumbal
- Onthophagus parryi
- Onthophagus parumnotatus
- Onthophagus parvus
- Onthophagus paucigranosus
- Onthophagus paulianellus
- Onthophagus pauliani
- Onthophagus pauper
- Onthophagus pauxillus
- Onthophagus pavidus
- Onthophagus pedator
- Onthophagus pedester
- Onthophagus pedisequus
- Onthophagus pendjarius
- Onthophagus penedwardsae
- Onthophagus peninsulomerus
- Onthophagus pennsylvanicus
- Onthophagus pentacanthus
- Onthophagus peotoxus
- Onthophagus peramelinus
- Onthophagus perniger
- Onthophagus perpilosus
- Onthophagus personatus
- Onthophagus petenensis
- Onthophagus petrovitzi
- Onthophagus pexatus
- Onthophagus peyrierasi
- Onthophagus phanaeomorphus
- Onthophagus phatoensis
- Onthophagus philippinensis
- Onthophagus phoenicocerus
- Onthophagus phrixus
- Onthophagus phrutsaphaakhomus
- Onthophagus phukhieoensis
- Onthophagus picatus
- Onthophagus piceiceps
- Onthophagus picipennis
- Onthophagus pictipennis
- Onthophagus pictipodex
- Onthophagus picturatus
- Onthophagus pictus
- Onthophagus pilicollis
- Onthophagus pilipodex
- Onthophagus pillara
- Onthophagus pilosus
- Onthophagus pimpasaleei
- Onthophagus pinaroo
- Onthophagus pinguis
- Onthophagus pipitzi
- Onthophagus pisciphagus
- Onthophagus pithankithae
- Onthophagus placens
- Onthophagus planaticeps
- Onthophagus planiceps
- Onthophagus planicollis
- Onthophagus planifrons
- Onthophagus platalea
- Onthophagus pleurogonus
- Onthophagus plicatifrons
- Onthophagus politissimus
- Onthophagus politus
- Onthophagus pollicatus
- Onthophagus polyedrus
- Onthophagus polyodon
- Onthophagus polyphemi
- Onthophagus polystigma
- Onthophagus pooensis
- Onthophagus porcus
- Onthophagus possoi
- Onthophagus posticicornis
- Onthophagus posticus
- Onthophagus praecellens
- Onthophagus praelaminatus
- Onthophagus praestans
- Onthophagus prehensilis
- Onthophagus probus
- †Onthophagus prodromus
- Onthophagus profanus
- Onthophagus pronus
- Onthophagus propinquus
- Onthophagus propraecellens
- Onthophagus proteus
- Onthophagus protuberans
- Onthophagus proximus
- Onthophagus pseudoaeneus
- Onthophagus pseudobidens
- Onthophagus pseudobrutus
- Onthophagus pseudoconvexicollis
- Onthophagus pseudocoracinus
- Onthophagus pseudocostifer
- Onthophagus pseudofimetarius
- Onthophagus pseudofuscus
- Onthophagus pseudohystrix
- Onthophagus pseudoliberianus
- Onthophagus pseudopilosus
- Onthophagus pseudosanguineus
- Onthophagus pseudosellatus
- Onthophagus pseudoundulans
- Onthophagus pseudovinctus
- Onthophagus ptox
- Onthophagus puberulus
- Onthophagus pugionatus
- Onthophagus pugnacior
- Onthophagus pugnax
- Onthophagus pulchellus
- Onthophagus pullatus
- Onthophagus pullus
- Onthophagus punthari
- Onthophagus pupillatus
- Onthophagus purifrons
- Onthophagus purpurascens
- Onthophagus purpureicollis
- Onthophagus pusillus
- Onthophagus pusio
- Onthophagus pygidialis
- Onthophagus pygmaeus
- Onthophagus quadricallosus
- Onthophagus quadrilunatus
- Onthophagus quadrimaculatus
- Onthophagus quadrinodosus
- Onthophagus quadrinotatus
- Onthophagus quadripustulatus
- Onthophagus queenslandicus
- Onthophagus quetzalis
- Onthophagus quinquetuberculatus
- Onthophagus quiproquo
- Onthophagus ragazzii
- Onthophagus rana
- Onthophagus ranunculus
- Onthophagus rasipennis
- Onthophagus ratchasimaensis
- Onthophagus ratchataniensis
- Onthophagus rectestriatus
- Onthophagus rectilamina
- Onthophagus rectorispauliani
- Onthophagus refulgens
- Onthophagus regalis
- Onthophagus reticollis
- Onthophagus reticuliger
- Onthophagus reyesi
- Onthophagus rhinocerus
- Onthophagus rhinolophus
- Onthophagus rhinophyllus
- Onthophagus rhodesianus
- Onthophagus rhynchophorus
- Onthophagus riparius
- Onthophagus robertopoggii
- Onthophagus rohwedderi
- Onthophagus rojkoffianus
- Onthophagus rorarius
- Onthophagus rosenbergi
- Onthophagus rosettae
- Onthophagus rostratus
- Onthophagus rotundatus
- Onthophagus roubali
- Onthophagus rougonorum
- Onthophagus rouyeri
- Onthophagus royi
- Onthophagus ruandanus
- Onthophagus rubefactus
- Onthophagus rubellus
- Onthophagus rubens
- Onthophagus rubenticollis
- Onthophagus rubescens
- Onthophagus rubicundulus
- Onthophagus rubidus
- Onthophagus rubrescens
- Onthophagus rubricatus
- Onthophagus rubrimaculatus
- Onthophagus rubripennis
- Onthophagus rufescens
- Onthophagus ruficauda
- Onthophagus rufipodex
- Onthophagus rufobasalis
- Onthophagus rufocastaneus
- Onthophagus rufolimbatus
- Onthophagus rufonotatus
- Onthophagus rufopygus
- Onthophagus rufosignatus
- Onthophagus rufostillans
- Onthophagus rufovirens
- Onthophagus rugicollis
- Onthophagus rugidorsis
- Onthophagus rugosicollis
- Onthophagus rugosipennis
- Onthophagus rugosissimus
- Onthophagus rugulipennis
- Onthophagus rupicapra
- Onthophagus rutilans
- Onthophagus rutriceps
- Onthophagus sabahensis
- Onthophagus sahai
- Onthophagus saigonensis
- Onthophagus sakaeratensis
- Onthophagus sakainoi
- Onthophagus salebrosus
- Onthophagus saleyeri
- Onthophagus salvadorensis
- Onthophagus salvazai
- Onthophagus samoengus
- Onthophagus sanggona
- Onthophagus sangirensis
- Onthophagus sanguineus
- Onthophagus sanguinolentus
- Onthophagus sangwalus
- Onthophagus sansibaricus
- Onthophagus sarasinorum
- Onthophagus savanicola
- Onthophagus scaber
- Onthophagus scapularis
- Onthophagus sceptrifer
- Onthophagus schaefferi
- Onthophagus schaufussi
- Onthophagus schawalleri
- Onthophagus schunckei
- Onthophagus sciron
- Onthophagus sculptilis
- Onthophagus seabrai
- Onthophagus secundarius
- Onthophagus sellatulus
- Onthophagus sellatus
- Onthophagus sembeli
- Onthophagus semiaratus
- Onthophagus semiasper
- Onthophagus semicroceus
- Onthophagus semiflavus
- Onthophagus semigraniger
- Onthophagus semigranosus
- Onthophagus semilaevis
- Onthophagus semimetallicus
- Onthophagus seminitens
- Onthophagus seminitidus
- Onthophagus semiopacus
- Onthophagus semipacificus
- Onthophagus semivestitus
- Onthophagus semivirescens
- Onthophagus semiviridis
- Onthophagus senegalensis
- Onthophagus senescens
- Onthophagus sepilokensis
- Onthophagus seramicus
- Onthophagus serdangensis
- Onthophagus sericans
- Onthophagus sericeicollis
- Onthophagus serienotatus
- Onthophagus seseba
- Onthophagus setchan
- Onthophagus setosus
- Onthophagus sexdentatus
- Onthophagus sexstriatus
- Onthophagus sharpi
- Onthophagus sibela
- Onthophagus sibuyanus
- Onthophagus sidama
- Onthophagus signaticollis
- Onthophagus signifer
- Onthophagus sihkahonoi
- Onthophagus sikkimensis
- Onthophagus simillimus
- Onthophagus simius
- Onthophagus simoni
- Onthophagus simplex
- Onthophagus simpliciceps
- Onthophagus simplicifrons
- Onthophagus simulator
- Onthophagus singulariformis
- Onthophagus sinicus
- Onthophagus sinuosicollis
- Onthophagus sinuosus
- Onthophagus sipilouensis
- Onthophagus sisyphoides
- Onthophagus sjoestethi
- Onthophagus skelleyi
- Onthophagus sloanei
- Onthophagus smeenki
- Onthophagus smetanai
- Onthophagus snoflaki
- Onthophagus socialis
- Onthophagus solidus
- Onthophagus solisi
- Onthophagus solomonensis
- Onthophagus somalicola
- Onthophagus songsokensis
- Onthophagus sophiae
- Onthophagus sopu
- Onthophagus sparsepunctatus
- Onthophagus sparsulus
- Onthophagus spiculatus
- Onthophagus spinicornis
- Onthophagus spinifex
- †Onthophagus spitsbergeniensis
- Onthophagus splendidoides
- Onthophagus splendidus
- Onthophagus spurcatus
- Onthophagus squalidus
- Onthophagus stanleyi
- †Onthophagus statzi
- Onthophagus stehliki
- Onthophagus steinheili
- Onthophagus stellio
- Onthophagus stenocerus
- Onthophagus sternalis
- Onthophagus sternax
- Onthophagus stictus
- Onthophagus stigmosus
- Onthophagus stillatus
- Onthophagus stockwelli
- Onthophagus stomachosus
- Onthophagus striatulus
- Onthophagus strictestriatus
- Onthophagus stuhlmanni
- Onthophagus subaeneus
- Onthophagus subalternans
- Onthophagus subcancer
- Onthophagus subcinctus
- Onthophagus subdivisus
- Onthophagus subhumeralis
- Onthophagus subnudus
- Onthophagus subocellatus
- Onthophagus subocelliger
- Onthophagus subopacus
- Onthophagus subplanus
- Onthophagus subrugosus
- Onthophagus subsulcatus
- Onthophagus subtropicus
- Onthophagus subulifer
- Onthophagus suffusus
- Onthophagus sugillatus
- Onthophagus suillus
- Onthophagus sulawesiensis
- Onthophagus sulcatulus
- Onthophagus sulci
- Onthophagus sulcipennis
- Onthophagus sumbavensis
- Onthophagus sumptuosus
- Onthophagus sundanensis
- Onthophagus surdus
- Onthophagus sutiliceps
- Onthophagus suturalis
- Onthophagus sydneyensis
- Onthophagus sylvestris
- Onthophagus sylvipapuanus
- Onthophagus symbioticus
- Onthophagus synceri
- Onthophagus taayai
- Onthophagus tabellicornis
- Onthophagus tabellifer
- Onthophagus tabidus
- Onthophagus taboranus
- Onthophagus taiensis
- Onthophagus takaoi
- Onthophagus talpa
- Onthophagus tambing
- Onthophagus tamworthi
- Onthophagus tanganus
- Onthophagus tapirus
- Onthophagus taprobanus
- Onthophagus tarascus
- Onthophagus tarasovi
- Onthophagus tarsius
- Onthophagus tatsienluensis
- Onthophagus tauroides
- Onthophagus taurus
- Onthophagus taxillus
- Onthophagus teitanicus
- Onthophagus telegonus
- Onthophagus telephus
- Onthophagus temporalis
- Onthophagus tenax
- Onthophagus tenebrosus
- Onthophagus tenuigraniger
- Onthophagus tenuistriatus
- Onthophagus terminatus
- Onthophagus terrara
- Onthophagus tersicollis
- Onthophagus tersipennis
- Onthophagus tersus
- Onthophagus tesseratus
- Onthophagus tessulatus
- Onthophagus testaceoviolaceus
- Onthophagus tetricus
- Onthophagus thainuaensis
- Onthophagus tharalithae
- Onthophagus tholaayi
- Onthophagus thoreyi
- Onthophagus timorensis
- Onthophagus tiniocelloides
- Onthophagus tirapensis
- Onthophagus tnai
- Onthophagus togeman
- Onthophagus tonsus
- Onthophagus tonywhitteni
- Onthophagus toopi
- Onthophagus toraut
- Onthophagus totonicapamus
- Onthophagus toxopeus
- Onthophagus traginus
- Onthophagus transisthmius
- Onthophagus transvestitus
- Onthophagus trapezicornis
- Onthophagus traversii
- Onthophagus trawalla
- Onthophagus tricariniger
- Onthophagus tricavicollis
- Onthophagus trichopygus
- Onthophagus tricolor
- Onthophagus tricorniger
- Onthophagus tridenticeps
- Onthophagus trifidisetis
- Onthophagus triimpressus
- Onthophagus trinodosus
- Onthophagus trinominatus
- Onthophagus tripartitus
- Onthophagus tripolitanus
- Onthophagus triptolemus
- Onthophagus tristis
- Onthophagus tritinctus
- Onthophagus triundulatus
- Onthophagus troglodyta
- Onthophagus truncaticornis
- Onthophagus tschadensis
- Onthophagus tschoffeni
- Onthophagus tshuapae
- Onthophagus tsubakii
- Onthophagus tuberculifrons
- Onthophagus tubericollis
- Onthophagus tuckonie
- Onthophagus tumami
- Onthophagus tumidulus
- Onthophagus tungkamangensis
- Onthophagus tungkamungensis
- Onthophagus turfanicus
- Onthophagus turgidus
- Onthophagus turneri
- Onthophagus turrbal
- Onthophagus tuzetae
- Onthophagus tweedensis
- Onthophagus ubaidillahi
- Onthophagus uelensis
- Onthophagus ukerewensis
- Onthophagus umbilicatus
- Onthophagus umbratus
- Onthophagus undaticeps
- Onthophagus undulans
- Onthophagus unidentatus
- Onthophagus unifasciatus
- Onthophagus ursinus
- Onthophagus ursus
- †Onthophagus urusheeri
- Onthophagus usambaricus
- Onthophagus vaneyeni
- Onthophagus varianus
- Onthophagus variatus
- Onthophagus variegranosus
- Onthophagus variolaris
- Onthophagus variolicollis
- Onthophagus variolosus
- Onthophagus varius
- Onthophagus vassei
- Onthophagus vatovai
- Onthophagus velliger
- Onthophagus velutinus
- Onthophagus ventralis
- Onthophagus ventrosus
- Onthophagus veracruzensis
- Onthophagus vermiculatus
- Onthophagus verrucosus
- Onthophagus versutus
- Onthophagus vesanus
- Onthophagus vespertilio
- Onthophagus vestitus
- Onthophagus vethi
- Onthophagus vicinus
- Onthophagus victoriensis
- Onthophagus vigens
- Onthophagus vilis
- Onthophagus villanuevai
- Onthophagus villosus
- Onthophagus vinctoides
- Onthophagus vinctus
- Onthophagus violaceotinctus
- Onthophagus violaceoviridis
- Onthophagus violetae
- Onthophagus virescens
- Onthophagus viridiaereus
- Onthophagus viridicatus
- Onthophagus viridivinosus
- Onthophagus viviensis
- Onthophagus vladimiri
- Onthophagus volsellatus
- Onthophagus vuattouxi
- Onthophagus vulpes
- Onthophagus vulpinaris
- Onthophagus vulpinus
- Onthophagus vultuosus
- Onthophagus vultur
- Onthophagus vylderi
- Onthophagus wagamen
- Onthophagus wakelbura
- Onthophagus walteri
- Onthophagus waminda
- Onthophagus wanappe
- Onthophagus wangnamkhieoensis
- Onthophagus wangnamkieous
- Onthophagus waterloti
- Onthophagus waterstradti
- Onthophagus wayaua
- Onthophagus wensis
- Onthophagus weringerong
- Onthophagus wiebesi
- Onthophagus wigmungan
- Onthophagus wilgi
- Onthophagus willameorum
- Onthophagus williamsi
- Onthophagus witteianus
- Onthophagus wombalano
- Onthophagus worooa
- Onthophagus xanthochlorus
- Onthophagus xanthomerus
- Onthophagus xanthopterus
- Onthophagus xanthopygus
- Onthophagus yackatoon
- Onthophagus yamaokai
- Onthophagus yangi
- Onthophagus yanoi
- Onthophagus yaran
- Onthophagus yarrumba
- Onthophagus yasuhikoi
- Onthophagus yeyeko
- Onthophagus yifer
- Onthophagus yiryoront
- Onthophagus yourula
- Onthophagus yucatanus
- Onthophagus yungaburra
- Onthophagus yunkara
- Onthophagus zairensis
- Onthophagus zapotecus
- Onthophagus zavattarii
- Onthophagus zebra
- Onthophagus zebu
- Onthophagus zicsii
- Onthophagus zimmermanni
- Onthophagus zinovskyi
- Onthophagus zumpti
- Onthophagus zymoticus